# Дифенилмагний
Дифенилмагний — металлоорганическое соединение магния формулой Mg(C6H5)2. При нормальных условиях представляет собой твёрдое бесцветное вещество.

## Получение
- Дисмутация реактивов Гриньяра: (Реакция проводится в диэтиловом эфире)

{\displaystyle {\ce {2C6H5I + 2Mg -> 2C6H5MgI -> (C6H5)2Mg + MgI2}}}
- Действие дифенилртути на мелкодисперсный магний:

{\displaystyle {\mathsf {Hg(C_{6}H_{5})_{2}+Mg\ {\xrightarrow {}}\ Mg(C_{6}H_{5})_{2}+Hg\uparrow }}}

## Физические свойства
Дифенилмагний образует твёрдое бесцветное вещество.